# Bracon montowesei
Bracon montowesei är en stekelart som först beskrevs av Henry Lorenz Viereck 1917.  Bracon montowesei ingår i släktet Bracon och familjen bracksteklar. Inga underarter finns listade.